# Muhammad al-Kudwa
Muhammad al-Kudwa (arab. محمد القدوة, ur. 6 sierpnia 1946 w Jafie, zm. 16 grudnia 2021 w Kairze) – palestyński polityk i samorządowiec, pierwszy gubernator Muhafazy Gazy w latach 1996–2013.

## Życiorys
W 1948 roku jego rodzina przeniosła się z Jafy do Strefy Gazy. Z wykształcenia był nauczycielem. Po skończeniu studiów pracował w szkołach otwieranych przez Agencję Narodów Zjednoczonych dla Pomocy Uchodźcom Palestyńskim na Bliskim Wschodzie. Po kilku latach pracy nauczyciela rozpoczął działalność gospodarczą. Został następnie szefem Izby Gospodarczej w Gazie.
W 1966 roku dołączył do Al-Fatah. Brał czynny udział w pierwszej intifadzie. W 1996 roku został przez prezydenta mianowany pierwszym w historii Palestyny gubernatorem Mufahazy Gazy. W 2008 roku nadano mu funkcję ministra bez teki. W lipcu 2014 roku na stanowisku gubernatora zastąpił go Abdullah Al-Efrangi. Został następnie szefem Palestyńskiej Izby Handlowej. Był członkiem Palestyńskiej Rady Narodowej, a także doradcą prezydenta Jasira Arafata.
Zmarł 16 grudnia 2021 roku w szpitalu w Kairze.